# Lithiumtherapie
Bei der Lithiumtherapie wird Lithium in Form einiger seiner Salze bei bipolarer Störung, Manie oder Depressionen einerseits als Phasenprophylaktikum, andererseits auch zur Steigerung der Wirksamkeit in Verbindung mit Antidepressiva eingesetzt. Eine weitere Anwendung ist die vorbeugende Behandlung bei Cluster-Kopfschmerz.

## Allgemeines
Lithiumsalze werden bereits seit der Mitte des 20. Jahrhunderts als Medikament in der Psychiatrie eingesetzt und sind deshalb in der Anwendung (Nebenwirkungen, Verträglichkeiten, Wechselwirkungen) sehr gut erforscht.
Bei affektiven Störungen wie der bipolaren Erkrankung oder Depressionen ist die Lithiumtherapie die einzige medikamentöse Behandlung, für die eine suizidverhütende Wirkung eindeutig nachgewiesen ist.
Lithiumsalze machen nicht körperlich abhängig und sind bei richtiger Dosierung indikationsbezogen ausreichend verträglich (s. a. Abschnitt Nebenwirkungen). Um die richtige Dosis zu finden, ist es erforderlich, regelmäßig die Lithiumkonzentration im Blut zu kontrollieren. Die therapeutische Breite von Lithium ist gering, das heißt: Eine giftige Menge ist nur wenig größer als die, bei der die gewünschte Wirkung eintritt, weshalb eine Selbstbehandlung sehr gefährlich sein kann. Zahlreiche Medikamente sind daher als Retardformulierung verfügbar, die den Wirkstoff langsamer freisetzen.

## Geschichte
Da Lithiumurat (Lithiumsalz der Harnsäure) gut wasserlöslich ist, wurde es gegen Gicht eingesetzt. Unter der (falschen) Harnsäurediathese der „periodischen Depression“ behandelte erstmals der dänische Psychiater Fritz Lange Ende des 19. Jahrhunderts depressive Patienten mit Lithiumsalzen. Toxische Effekte wie Polyurie oder Tremor wurden damals schon beobachtet. In den 1940er-Jahren wurde in den USA das salzig schmeckende Lithiumchlorid als Kochsalzersatz eingesetzt, mit der Folge schwerer, auch tödlicher Intoxikationen. Das verhinderte den späteren Einsatz als Psychopharmakon.
Die antimanische Wirkung von Lithiumsalzen wurde von dem australischen Psychiater John Cade entdeckt, der für Lithium erstmals 1949 psychopharmakologische Eigenschaften beschrieb. Die Entdeckung des Effekts beruhte aber aus heutiger Sicht auf einer falschen Annahme: Cade hatte beobachtet, dass der Urin von manischen Patienten bei Injektion in Meerschweinchen besonders toxisch war. Unter der Hypothese, dass Harnstoffverbindungen, zusammen mit anderen Stoffwechselendprodukten Auslöser psychischer Störungen und die Ursache der Effekt in den Tieren sind, verabreichte er den Tieren Lithiumsalze, unter der Vorstellung, dass die toxischen Lithium-Harnsäureverbindungen über die Nieren ausgeschieden werden können.
In einem psychiatrischen Handbuch heißt es:

„Während der Durchführung eines Experiments (mit Meerschweinchen) hatte Cade eher zufällig entdeckt, daß Lithium die Tiere lethargisch machte, woraufhin er dieses Mittel einigen seiner aufgeregten Patienten verabreichte. [… Weiter heißt es, dies sei ein] zentraler Moment in der Geschichte der Psychopharmakologie [… gewesen.]“

Ab 1967 propagierte der dänische Biochemiker und Psychiater Mogens Schou Lithium als Phasenprophylaxe bei affektiven Psychosen. John F. Cade war bis zu seinem Tod maßgeblich an der Weiterentwicklung der Lithiumtherapie beteiligt. Die ersten Studien gegen Placebo waren zugleich der erste randomisierte doppelblinde Versuch in der Psychiatrie.

## Pharmazeutische Informationen
Eine Vielzahl verschiedener Lithiumsalze lässt sich arzneilich anwenden, beispielsweise
Lithiumcarbonat, Lithiumacetat, Lithiumsulfat, Lithiumcitrat, Lithiumorotat und Lithiumgluconat.

## Pharmakologie

### Indikationen
Es gibt drei Indikationsgebiete für Lithium:
1. wiederkehrende Phasen von Depression (unipolar rezidivierende Depression) oder von Depression und Manie (manisch-depressive oder  bipolare affektive Störung):
Bei diesen Patienten kann eine regelmäßige Lithiumeinnahme dem erneuten Auftreten von Krankheitsphasen vorbeugen. Diese vorbeugende Behandlung (Stimmungsstabilisation) ist heute das Hauptanwendungsgebiet von Lithiumsalzen in der Medizin.
 Zur Behandlung einer Depression können Lithiumsalze zu einem Antidepressivum gegeben werden, wenn das Antidepressivum allein keine ausreichende Wirkung gegen die Depression entfaltet (die so genannte Lithiumaugmentation, von lat. augmentare „verstärken“): Eine Manie kann durch Lithiumgabe auch akut gebessert werden.
2. therapieresistente Schizophrenie:
Dies ist die zweite noch gebräuchliche Indikation. Sie wird in Kombination mit Neuroleptika angewendet.
3. Mittel der zweiten Wahl zur vorbeugenden Behandlung bei Cluster-Kopfschmerz[9]

### Wirkmechanismus
Die Wirkungsweise von Lithium ist nicht vollständig verstanden. Es ist davon auszugehen, dass die Signalweitergabe der Nervenzellen durch Elektrolytverschiebung beeinflusst wird. Zudem scheint Lithium Einfluss auf die Botenstoffe Noradrenalin und Serotonin im Körper zu nehmen.

### Gegenanzeigen
Absolute Kontraindikationen sind
- ausgeprägte Hyponatriämie,
- schwere Niereninsuffizienz und akutes Nierenversagen sowie
- schwere Herzinsuffizienz und akuter Herzinfarkt.
- Lithium kann die Schilddrüse schädigen.

Relative Kontraindikationen sind Morbus Addison sowie – nach neuerer Bewertung – eine Schwangerschaft (siehe Lithiumtherapie und Schwangerschaft).
Hemmung des Iodtransports: Lithium hemmt den Transport von Jod in die Schilddrüse. Jod ist ein essentieller Bestandteil der Schilddrüsenhormone und wird für deren Produktion benötigt.
Beeinträchtigung der Hormonfreisetzung: Lithium kann auch die Freisetzung der bereits gebildeten Schilddrüsenhormone stören.

### Pharmakokinetik, Metabolisierung
Die therapeutisch eingesetzten Lithiumsalze dissoziieren nach oraler Einnahme mit unterschiedlicher Geschwindigkeit. Die Lithium-Ionen (Li+) werden gut resorbiert; ihre Permeationsfähigkeit entspricht der von Natrium-Ionen. Im Vergleich zu Na+-Ionen weisen die Li+-Ionen jedoch eine geringere Affinität zu den Ionenpumpen auf und können schlechter aktiv aus den Zellen heraus transportiert werden. Sie reichern sich daher intrazellulär an, was vermutlich zu der geringen therapeutischen Breite von Lithium beiträgt.
Über 95 % der Lithium-Ionen einer Dosis werden mit dem Urin ausgeschieden. Die Ausscheidungsrate hängt dabei direkt von der Natrium-Konzentration im Harn ab, da Lithium und Natrium um die tubuläre Rückresorption konkurrieren. Viel Natrium im Harn (z. B. salzreiche Kost, Hypernatriämie) führt zu verminderter Rückresorption des Lithiums, also einer vermehrten Ausscheidung. Umgekehrt erhöht die Ausschaltung der Natrium-Rückresorption (z. B. durch Schleifendiuretika) die Lithium-Rückresorption, und damit die wirksame Konzentration im Körper.
Die Plasmahalbwertszeit beträgt im Mittel 24 Stunden. Sie wird durch die Na+-Zufuhr und generell durch die Nierenfunktion beeinflusst.
In der Schwangerschaft steigt die renale Ausscheidung von Lithium um 50–100 % an. Da es sich im menschlichen Organismus chemisch ähnlich verhält wie das in allen Zellen und Körperflüssigkeiten anzutreffende Na+, ist Lithium gut plazentagängig und erreicht im Fötus in etwa dieselbe Konzentration wie im mütterlichen Serum.

### Erfolgsaussichten
In einer Metaanalyse an der LMU München wurden 2004 eine Reihe von Einflussfaktoren auf die Wirksamkeit der Lithiumprophylaxe bei bipolar affektiven Störungen untersucht. Dabei wurden 21 wirksame Faktoren ermittelt. Daraus wurde als prognostisches Mittel die Lithium-Response-Skala (LRS) entwickelt. Folgende Faktoren erwiesen sich dabei als protektiv, d. h. bei Vorliegen ergibt sich eine bessere Prognose zur Wirksamkeit der Lithiumtherapie, bzw. als Risiko, d. h. bei Vorliegen ergibt sich eine schlechtere Prognose:
| Bereich           | Protektive Faktoren (+)                                                          | Risikofaktoren (–) |
| ----------------- | -------------------------------------------------------------------------------- | --- |
| Krankheitsverlauf | Verlaufsmuster MDI (Manie-Depression-Intermission), isolierte Krankheitsepisoden | Verlaufsmuster DMI (Depression-Manie-Intermission), Verlaufsmuster CC (zyklisch), hohe Phasenfrequenz, kurze Länge des ersten freien Intervalls |
| Alter             | Höheres Alter bei Ersterkrankung                                                 | |
| Status und Umfeld | Hohe soziale Schicht und soziale Unterstützung durch Umfeld                      | Arbeitslosigkeit, Stress |
| Therapie          | Compliance                                                                       | Lange Krankheitsdauer bei Therapiebeginn |
| Persönlichkeit    | Dominanz                                                                         | Hoher Neurotizismus |
| Komorbidität      |                                                                                  | high-expressed-emotions, Persönlichkeitsstörung                                                                                                 |

### Schwangerschaft
Nach Berichten über Fehlbildungen bei Neugeborenen nach Lithiumbehandlung der Mutter wurden die Lithiumsalze etwa ab 1970 als gefährliche Teratogene betrachtet. Speziell die bei Kindern nicht Lithium-behandelter Mütter sehr seltene Ebstein-Anomalie und andere angeborene Herzfehler traten vor allem nach Li+-Exposition in der Frühschwangerschaft gehäuft auf und führten zu der Empfehlung, während einer Schwangerschaft keinesfalls Lithium zu verabreichen. In Dänemark wurde 1968 zur Feststellung des Risikos ein spezielles „Lithium-Baby-Register“ eingerichtet.
Nach neueren Erhebungen dürften allerdings die teratogenen Effekte von Lithium seinerzeit überschätzt worden sein, da die damaligen Studien erhebliche methodologische Mängel aufwiesen. So gab es keine Kontrollgruppen, und die Fehlbildungsrate in der übrigen Bevölkerung wurde als zu niedrig angesetzt. Außerdem kam es vermutlich durch das retrospektive Design zu einer Überrepräsentation von Fehlbildungen. Das relative Risiko für Fehlbildungen unter Lithiumtherapie wurde bisher als Faktor 5–10 angegeben. Da jedoch akute manische Phasen oder Suizidalität bei Depressionen für das ungeborene Kind lebensbedrohlich sein können, gelten nunmehr folgende Empfehlungen für die Lithiumtherapie in der Schwangerschaft:
- Wenn die Lithiumtherapie zwingend erforderlich ist, sollen gleich bleibend niedrige Serumkonzentrationen von Li+ angestrebt werden – insbesondere im 1. Trimenon;
  - die Tagesdosis sollte auf mehrere Einzelgaben verteilt werden,
  - eine salzarme Diät ist zu vermeiden.
- In der Woche vor der Geburt sollte – falls möglich – die Dosis um 30–50 % reduziert werden, da unter der Geburt die Nieren-Clearance sinkt und aufgrund der geringen therapeutischen Breite Vergiftungssymptome sowohl beim Kind als auch bei der Mutter auftreten können.
- Sofort nach der Entbindung ist das ursprüngliche Therapieregime wieder aufzunehmen, das vor der Schwangerschaft bestand.
- Nach Li+-Exposition im 1. Trimenon wird eine Ultraschallfeindiagnostik oder eine Echokardiographie beim Fetus empfohlen.

In den ersten beiden Lebenstagen sollte das Neugeborene engmaschig überwacht werden, insbesondere im Hinblick auf toxische Symptome.
Diese Einschätzungen wurden 2017 in einer großen amerikanischen retrospektiven registerbasierten Kohortenstudie bestätigt. Bei über 1,3 Millionen Kindern, die zwischen 2000 und 2010 geboren wurden, fanden sich 15.251 Herzfehlbildungen (1,15 %), sowie bei 16 Kindern von 663, die im ersten Trimenon der Schwangerschaft eine Lithiumexposition hatten (2,41 %). Daraus ergab sich als adjustiertes Relatives Risiko RR = 1,65. Dieses war deutlich dosisabhängig mit RR = 1,11 bei Dosierungen von höchstens 600 mg pro Tag, RR = 1,60 bei Lithiumeinnahme von mehr als 600 mg bis höchstens 900 mg pro Tag und RR = 3,22 bei Einnahmen über 900 mg pro Tag. Von den Herzfehlern waren besonders Fehlbildungen am Ausgang des rechten Ventrikels, zu denen auch die Ebstein-Anomalie gehört, mit 0,60 % (gegen 0,18 % in der Normalbevölkerung) und einer RR = 2,66 deutlich häufiger. Aus den Daten konnte geschätzt werden, dass unter Lithiumtherapie zwei weitere Kinder pro hundert geborener Kinder mit einem Herzfehler auf die Welt kommen. Allerdings wird geschätzt, dass bei Frauen unter Lithiumtherapie in den USA die Abtreibungsrate um 5–10 % höher ist. Andere Fehlbildungen, die nicht das Herz betreffen, waren in der adjustierten Analyse nicht signifikant häufiger zu finden.

### Nebenwirkungen
Typische Nebenwirkungen sind Gewichtszunahme, Kreislaufstörungen, Zittern (Tremor, besonders in den Händen), Übelkeit, Erbrechen, Veränderungen des Blutbilds (Leukozytose), Müdigkeit, verstärkter Durst und verstärktes Wasserlassen, Durchfall und Unterfunktion der Schilddrüse. Der therapeutische Serumspiegel liegt je nach Indikation zwischen 0,5 und 1,0 mmol/l, schon ab 1,5 mmol/l kann es zu Schläfrigkeit, in höheren Dosen zu Krämpfen und Koma kommen. In Folge der Hemmung der Schilddrüsenfunktion durch Lithium kann ein Kropf auftreten.
In Anbetracht der geringen therapeutischen Breite von Lithium werden regelmäßige Kontrollen der Serumspiegel empfohlen, um unerwünschte Arzneimittelwirkungen zu vermeiden. Auch bei korrekter Dosierung können unter Langzeitbehandlung mit Lithium Wasser- und Natrium-Verluste (Diabetes insipidus), Übersäuerung des Blutes (Azidose) und eine Lithium-Nephropathie mit Einschränkung der Nierenfunktion auftreten.

### Wechselwirkungen
Der Li+-Plasmaspiegel und damit die Lithiumwirkung werden von allen Substanzen mit Wirkung auf die Na+-Ausscheidung beeinflusst (siehe Pharmakokinetik); dazu gehören in erster Linie Diuretika mit Na+-Effekt (Saluretika). NSAR wie Diclofenac oder Ibuprofen sowie ACE-Hemmer senken ebenfalls die Li+-Clearance. Acetylsalicylsäure (ASS) kann eine Toxizitätssteigerung von Lithium zur Folge haben.
Das „Arzneimittelkursbuch“ führt insgesamt über 80 verschiedene Arzneistoffe und Arzneistoffgruppen (dazu auch Genussmittel) auf, die mit Lithium wechselwirken können.

### Absetzerscheinungen
Es wird ein langsames Ausschleichen aus der Therapie empfohlen. Bei zu raschem Absetzen kann es zu Reizbarkeit, Ängstlichkeit, labiler Gemütslage und innerer Unruhe kommen. Bei bipolaren Erkrankungen kann das abrupte Absetzen von Lithium zum Ausbruch einer manischen Phase führen.

## Trinkwasser
Im Trinkwasser kommt Lithium in Spuren regional höchst unterschiedlich vor. Zahlreiche Studien untersuchten die Suizidrate und konnten statistisch signifikante Korrelationen mit den Lithiumkonzentrationen im Trinkwasser herstellen: je höher der Lithiumgehalt, desto geringer die Suizidsterblichkeit.

## Handelsnamen
Hypnorex (D), Litarex (CH), Lithiofor (CH, D), Neurolepsin (A), Priadel (CH), Quilonum, Quilonum retard (D), Quilonorm (A, CH, D)

## Musik
1991 veröffentlichte die US-amerikanische Grunge-Band Nirvana auf ihrem Album Nevermind den Song Lithium. Der Musiker Sting beschreibt im Lied Lithium Sunset aus dem Album Mercury Falling die Wirkung der Lithiumtherapie.
Die Gruppe Evanescence veröffentlichte 2006 auf dem Album The Open Door ein Lied namens Lithium, in dem die Verwendung als Metapher für Gefühllosigkeit und Verklemmtheit benutzt wird.